# 陶滕堡
陶滕堡（德語：Tautenburg，發音：[ˈtaʊtn̩bʊʁk]）是德国图林根州萨勒-霍尔茨兰县的市镇，面积12.75平方千米，2023年12月31日人口为276人。